# The Sacrifice (Fear Itself)
"The Sacrifice" és el primer episodi de la sèrie de televisió Fear Itself dirigit per Breck Eisner. L'episodi es va emetre originalment el 5 de juny de 2008. Es va basar en la història curta de Del Howison titulada "The Lost Herd". La trama gira al voltant de quatre homes que queden encallats en un antic fort per descobrir que és la llar d'un antic vampir.

## Argument
Quatre delinqüents s'amaguen de la policia després d'un robatori. Navarro està ferit per una ferida de bala. Aviat, descobreixen un poble aparentment abandonat. Tres belles germanes, la Chelsea, la Tara i la Virginia, hi viuen amb el reverend, un ancià postrat al llit. Chelsea cura Navarro cosint-li la ferida i després li tanca la boca. Point, el líder dels criminals, té sospites sobre les dones, mentre que el seu germà petit Lemon i el company Diego estan enamorats d'elles.
La Virgínia demana a Diego que l'ajudi amb alguna cosa al graner. Assenyala una manta a terra i Diego l'entén. Trepitja la manta i cau en un pou profund; Virginia tanca la porta metàl·lica. Utilitza el seu encenedor per buscar una escapada, però troba una calavera i comença a entrar en pànic. Aleshores s'obre la porta metàl·lica. Diego mira amb esperança, però en canvi crida de terror mentre alguna cosa salta al pou i el devora.
Virginia es dirigeix a Lemon (també conegut com Lemuel), atraint-lo a la casa de pell i seduint-lo. Llavors és noquejat i es desperta penjat cap per avall per una cadena entre els conills pelats. Point n'ha tingut prou dels secrets de les dones. Aleshores troba Navarro mort amb una estaca al cor. Sent un grunyit estrany i ajuda el reverend, que està encadenat al seu llit. La criatura arrossega el reverend per la cadena fora de la vista i el mata. Point va per trobar Lemon. Chelsea descobreix que el reverend és mort i comença a plorar mentre el seu cadàver s'aixeca darrere d'ella. Ella xiuxiueja una pregària i després li llança una destral i li talla el cap.
La Tara, que no parla, entra tímidament a l'habitació de pells i li ensenya a Lemon una foto que li va fer mentre ell li demana que el deixés caure. Sent la criatura grunyir i torna a pujar a la porta mentre Lemon demana a crits perquè l'ajudi. A l'exterior, Point crida a Lemon i sent crits procedents del graner. Quan Point entra al graner, veu una criatura penjada al seu germà. La criatura es gira i va cap a Point. Point comença a disparar-lo, espantant-lo. La Tara veu les ferides de Lemon i agafa una destral com ho va fer el Chelsea. Point creu que l'està atacant i ell l'empeny, empalant-la en una espiga. Point deixa caure Lemon. Troba les dues dones restants i les convenç perquè li expliquin què està passant.
La Chelsea explica que quan la seva gent va arribar a Amèrica des de Romania, la criatura es va amagar entre ells. És un vampir. Per tal de protegir el món exterior, el grup va decidir construir el fort en el seu intent de mantenir-hi la criatura. Finalment, el vampir va escollir cada membre de la ciutat fins que només van quedar les tres noies i el seu pare, el reverend. El reverend va permetre que la criatura l'alimentés lentament fins que vinguessin visitants. L'única manera de matar-lo (o els infectats per la seva mossegada) és cremant-lo, amb una estaca al cor o decapitant-lo. La Virgínia veu la mossegada de Lemon i intenta matar-lo, però Point apunta la seva arma cap a ella, no permetent-la matar el seu germà. Ell intenta consolar a Lemon, ja que les dones li demanen que mati Lemon.
Un moment després de la mort de Lemon, s'aixeca com un vampir i ataca a Virgínia i la mossega. Aleshores és assassinat per Point. Chelsea es veu obligada a utilitzar Virginia com a esquer per a la criatura perquè ella i Point puguin matar-la. La baixen a la fossa. Efectivament, la criatura arriba al pou. Point no pot esperar i crida la criatura mentre Chelsea tanca la porta. Point utilitza una destral per fer forats a la porta, aboca gasolina i hi llança una làmpada mentre Virginia crida de ser atacada i després cremada.
Chelsea i Point s'escapen i veuen com es crema el graner, Chelsea agafa la mà d'en Point i ell compleix. L'endemà al matí, obre les portes per deixar finalment la ciutat. Aleshores s'adona que Point està sagnant. És una mossegada, ja sigui de Lemon o quan va empènyer el vampir. Ell la mira horroritzat; ella tanca miserablement les portes, sabent que no s'ha acabat.

## Repartiment
- Jeffrey Pierce com Point
- Jesse Plemons com Lemmon
- Rachel Miner com Chelsea
- Mircea Monroe com Virginia
- Stephen Martines com Diego
- Reamonn Joshee com Navarro
- Michelle Molineux com Tara
- Bill Baksa com Reverend Janos
- Walter Phelan com Vampir

## Llocs de rodatge
L'episodi es va rodar principalment al Fort Edmonton Park, inclòs el fort principal i diversos altres edificis.

## Recepció
La recepció de la crítica per "The Sacrifice" va ser mixta. Algunes crítiques es van centrar al voltant de la història de l'episodi, que mitjans com Dread Central van trobar decepcionants i massa familiars alhora que també útils. Scott Tobias de The A.V. Club Scott Tobias va escriure que esperava més de la sèrie perquè "la lista dels directors és atractiva", però que "Ai las, l'episodi d'estrena d'aquesta nit, "The Sacrifice" resulta ser exactament el tipus de tarifa de mig camí que em temia que aquest programa pogués sortir de manera semi-regular." Phil Gallo de Variety va ser més favorable, afirmant que l'episodi "mostra una atenció astuta als detalls i l'artesania, fins i tot si no necessàriament espanta el bejesus dels espectadors".
L'abril de 2020, ScreenRant va publicar un article on es parlava de la cancel·lació de Fear Itself, assenyalant que "The Sacrifice" "va acabar sent una de les entregues més fluixes".